# بابیتسه و روسیتس
بابیتسه و روسیتس (به چکی: Babice u Rosic) یک منطقهٔ مسکونی در جمهوری چک است که در ناحیه برنو-تسوونتری واقع شده‌است. بابیتسه و روسیتس ۵٫۶۸ کیلومتر مربع مساحت و ۷۱۵ نفر جمعیت دارد و ۳۷۰ متر بالاتر از سطح دریا واقع شده‌است.